# كورتيناي سلاتر
كورتني مرفي سلاتر (1933-2017) اقتصاديّة أمريكية بارزة، أصبحت كبيرة خبراء الاقتصاد في وزارة التجارة الأمريكية في أواخر سبعينيات القرن العشرين، في عهد الرئيس جيمي كارتر.

## الحياة المبكرة والتعليم
ولدت سلاتر في دورهام، بولاية كارولينا الشمالية ، في 23 يوليو 1933، وانتقلت إلى ميريلاند مع عائلتها عندما كانت طفلة. بعد حصولها على الثانوية في ماريلاند،  أصبحت طالبة جامعية في كلية أوبرلين . في البداية كانت تأمل في دخول مجال العلوم، ولكن أخبرها أحد الأساتذة الجامعيين أن "النساء لا يدخلن مجال الفيزياء"،  وبدلاً من ذلك تخرجت بدرجة في التاريخ عام 1955. 
تزوجت من ويتني سلاتر، وهو زميل لها بالجامعة جاء للعمل في مختبر أبحاث البحرية الأمريكية والمؤسسة الوطنية للعلوم .  بعد عملها كمعلمة في المدرسة الإعدادية لمدة عام واحد، أصبحت ربة منزل وبدأت ما سيصبح "اثني عشر عامًا من الدراسة الشاقة في المدرسة الليلية"  في الدراسات العليا للاقتصاد في الجامعة الأمريكية في واشنطن العاصمة . حصلت على درجة الماجستير هناك في عام 1965 وأكملت الدكتوراه في عام 1968. 

## الحياة المهنية والحياة اللاحقة
تم تعيينها كرئيسة للاقتصاد في وزارة التجارة الأمريكية،  بعد ترشيحها في عام 1977 من قبل الرئيس جيمي كارتر .  على الرغم من أنها كانت من المنافسين الأقوياء للحصول على ترشيح لمجلس محافظي بنك الاحتياطي الفيدرالي في عام 1978.  بعد أن تركت سلاتر الخدمة الفيدرالية في نهاية إدارة جيمي كارتر، أسست وترأست شركات الاستشارات CEC Associates في عام 1981،  بالإضافة إلى Slater Hall, Inc.، وترأست مجلس الجمعيات المهنية للإحصاءات الفيدرالية. 
توفيت في 10 سبتمبر من العام 2017. 